# Aphaenogaster punctaticeps
Aphaenogaster punctaticeps är en myrart som beskrevs av Mackay 1989. Aphaenogaster punctaticeps ingår i släktet Aphaenogaster och familjen myror. Inga underarter finns listade i Catalogue of Life.

## Bildgalleri

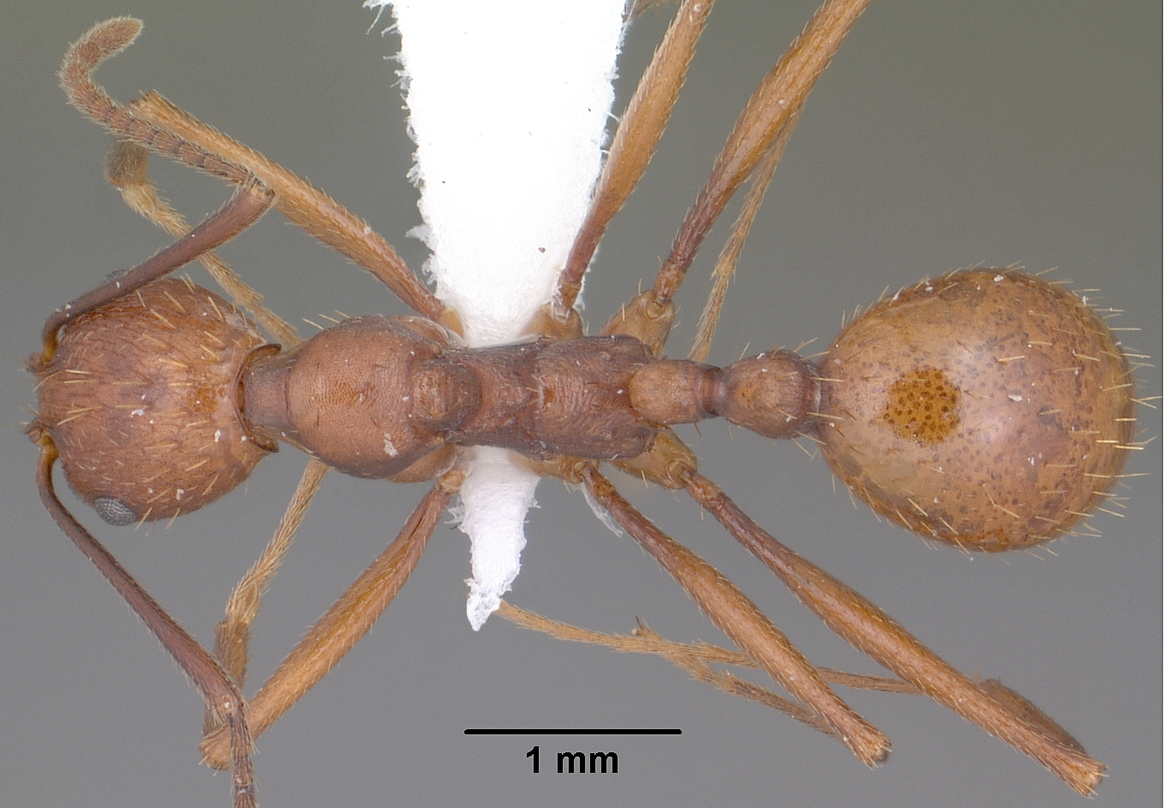
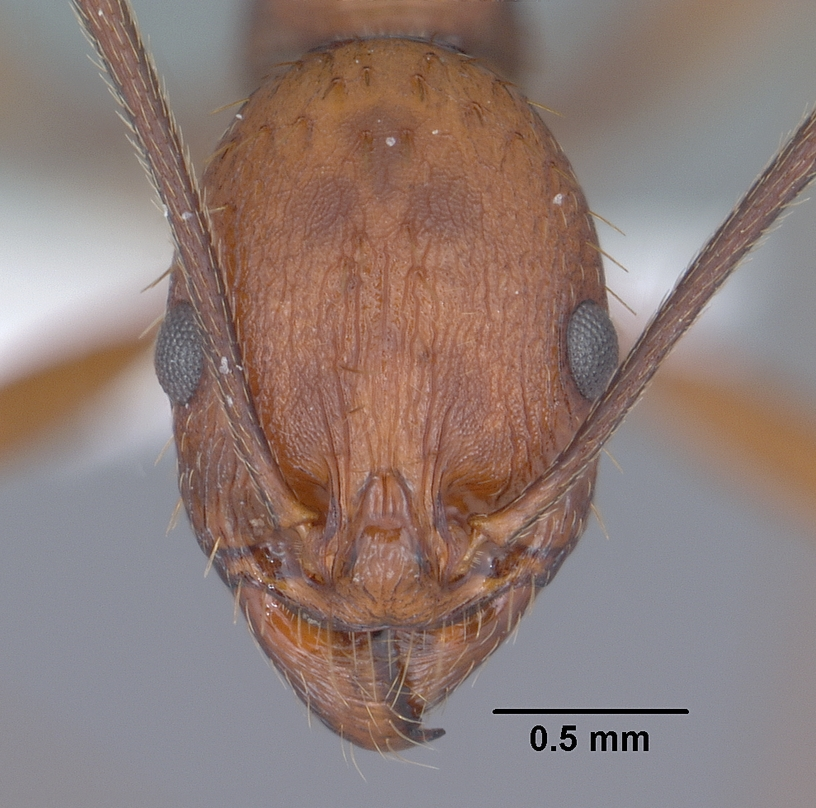
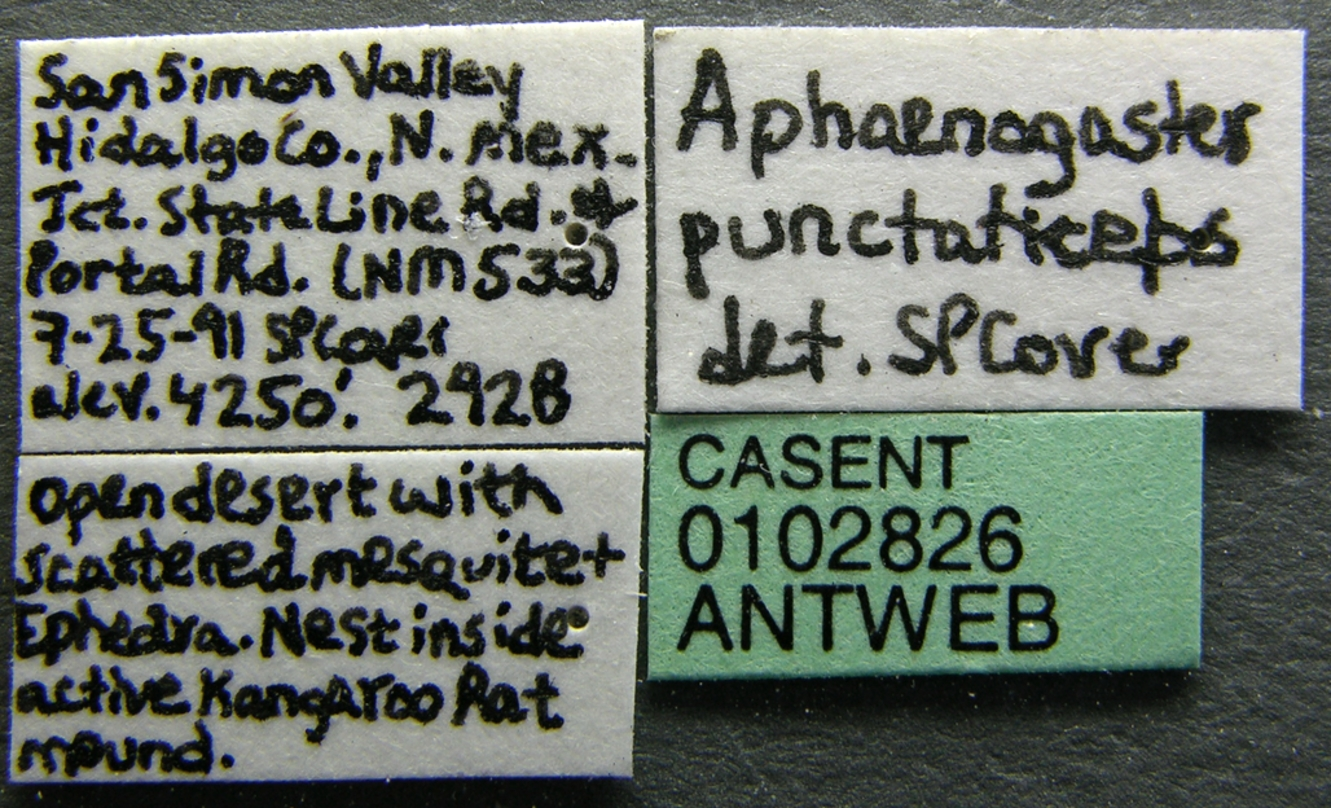
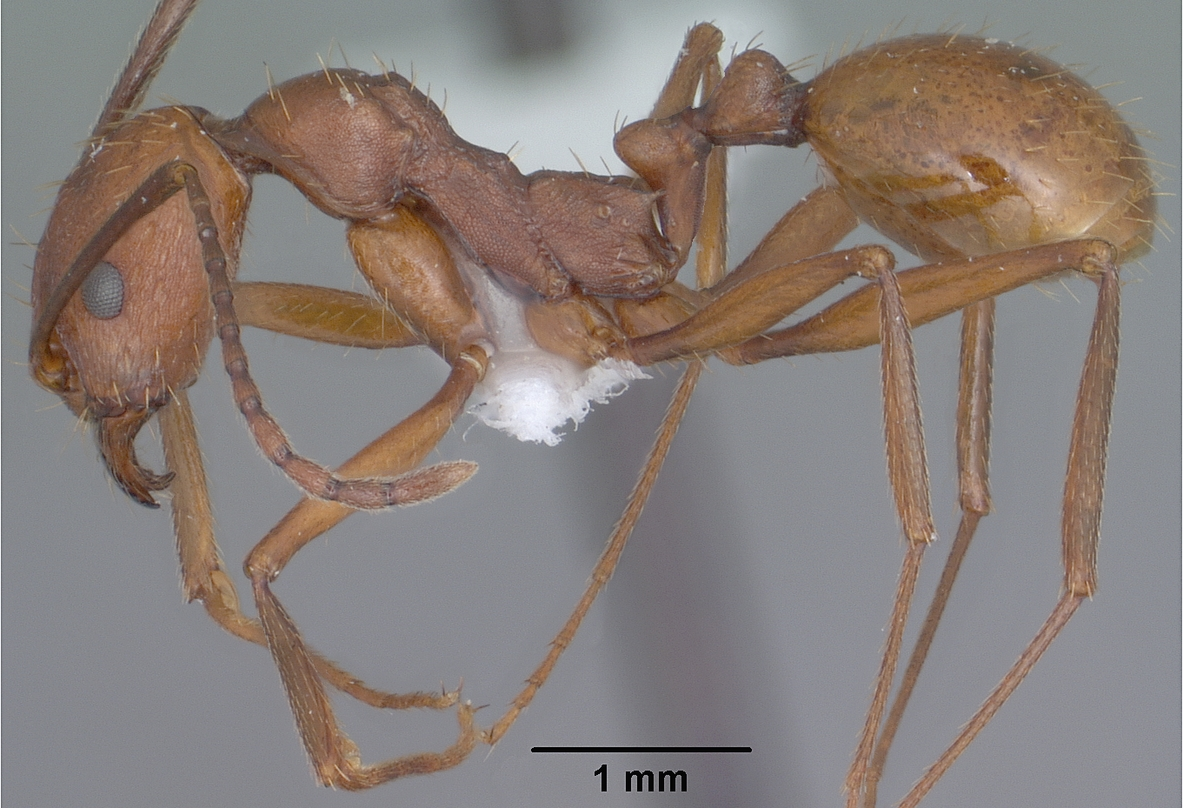